# Hohe Dock
De Hohe Dock is een 3348 meter hoge berg in de Oostenrijkse deelstaat Salzburg die behoort tot de Hohe Tauern. De berg domineert de noordkant van de Großglockner Hochalpenstraße. Een tweede top, de zuidoosttop, heeft nog een hoogte van 3268 meter. De berg is te beklimmen vanuit Fusch an der Großglocknerstraße. De eerste beklimming dateert uit 1842-1845.